# Цейссиг, Иоганн Элеазар
Иоганн Элеазар Цейссиг, по прозванию Шёнау (нем. Johann Eleazar Zeissig; Johann Eleazar Schenau; 7 ноября 1737, Гросшёнау — 23 августа 1806, Дрезден, Саксония) — немецкий рисовальщик, живописец и гравёр академического направления бытового, портретного и пейзажного жанров. Педагог и директор дрезденской Академии изобразительных искусств.

## Жизнь и творчество
Иоганн Элеазар родился в семье бедного ткача Элиаса Цейссига и Анны Элизабет, урождённой Пауль. Вместе с пятью сестрами его воспитывал отец, обучал арифметике, письму, чтению и ткачеству. Его талант к живописи и рисованию проявился в раннем возрасте, но, когда ему исполнилось двенадцать лет отец отправил его в Дрезден на заработки — он подрабатывал рисованием и писцом у адвоката.
По рекомендации одного из учеников Антона Рафаэля Менгса, Цейссиг был принят в рисовальную школу. Он стал учеником Шарля-Франсуа де Сильвестра, сына директора дрезденской школы рисования, Луи де Сильвестра. В 1756 году, с началом Семилетней войны, он сопровождал отца и сына де Сильвестр в Париж. 
В Париже он поступил в Королевскую академию живописи и скульптуры. Цейссиг познакомился с живописью французских академических художников; особое влияние на его творчество оказали работы Жана-Батиста Грёза. Цейссиг копировал картины итальянских старых мастеров: Тициана, Гвидо Рени, Корреджо, занимался росписью фарфора на Севрской мануфактуре, делал рисунки для ювелиров и гравёров. В Париже он отказался от своей фамилии Цейссиг и в будущем стал называть себя Шёнау — по названию местности, где он родился.
По рекомендации своего учителя Шарля-Франсуа де Сильвестра и его жены, приближённой супруги дофина Марии-Жозефы (1731—1767), художник был представлен королевскому двору, и выполнил ряд заказов супруги наследника престола. Он также написал портреты Марии-Жозефы и мадам де Помпадур.
После окончания Семилетней войны, в 1770 году, художник возвратился в Дрезден. В том же году он стал членом Академии изобразительного искусства и через три года был назначен директором художественной школы при фарфоровой мануфактуре в Майсене, разрабатывал новые модели фарфоровых изделий. В 1774 году Цейссиг стал профессором бытовой и портретной живописи дрезденской Академии. В 1776 году совместно с Джованни Баттистой Казанова он стал содиректором Академии. После смерти Казановы в 1795 году Шенау уже единолично руководил дрезенской Академией. Среди его учеников были Христиан Генрих Бекке, Фридрих Реберг, Христиан Леберехт Фогель. В 1796 году Шенау оставил должность директора школы в Майсене и занялся исключительно преподаванием в Академии.
Художественное творчество Цейссига-Шёнау включает несколько этапов. Вначале он копировал старых мастеров. В Париже художник познакомился как с французской современной школой, так и с живописью «малых голландцев», оказавших на него влияние (в особенности работы Герарда Доу). Будучи близко знаком с такими мастерами, как Шарден и Грёз, немецкий художник перенял их манеру писал картины на бытовые сюжеты и портреты. Занимался гравюрой. Под псевдонимом Даниель Хеймлих Шенау публиковал свои гравюры, изображающие окрестности Парижа. Позднее, уже работая в дрезденской Академии, он писал картины на исторические и религиозные сюжеты. Многие картины художника, творчество которого в XIX столетии было забыто, пропали или погибли. Часть его творческого наследия хранится в дрезденской Галерее старых мастеров.

## Галерея

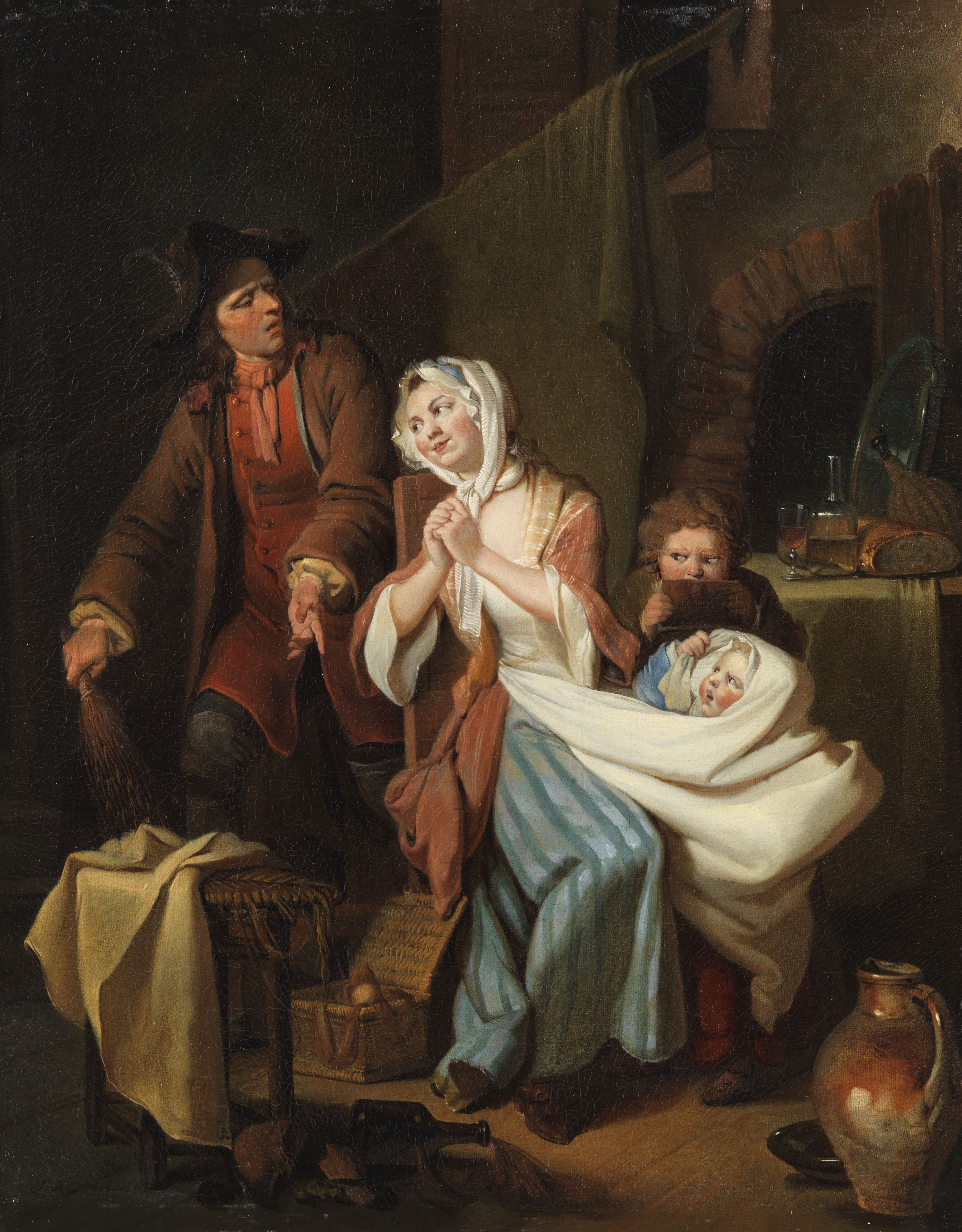
Нарушена семейная идиллия (В детской). До 1806. Холст, масло. Местонахождение не определено
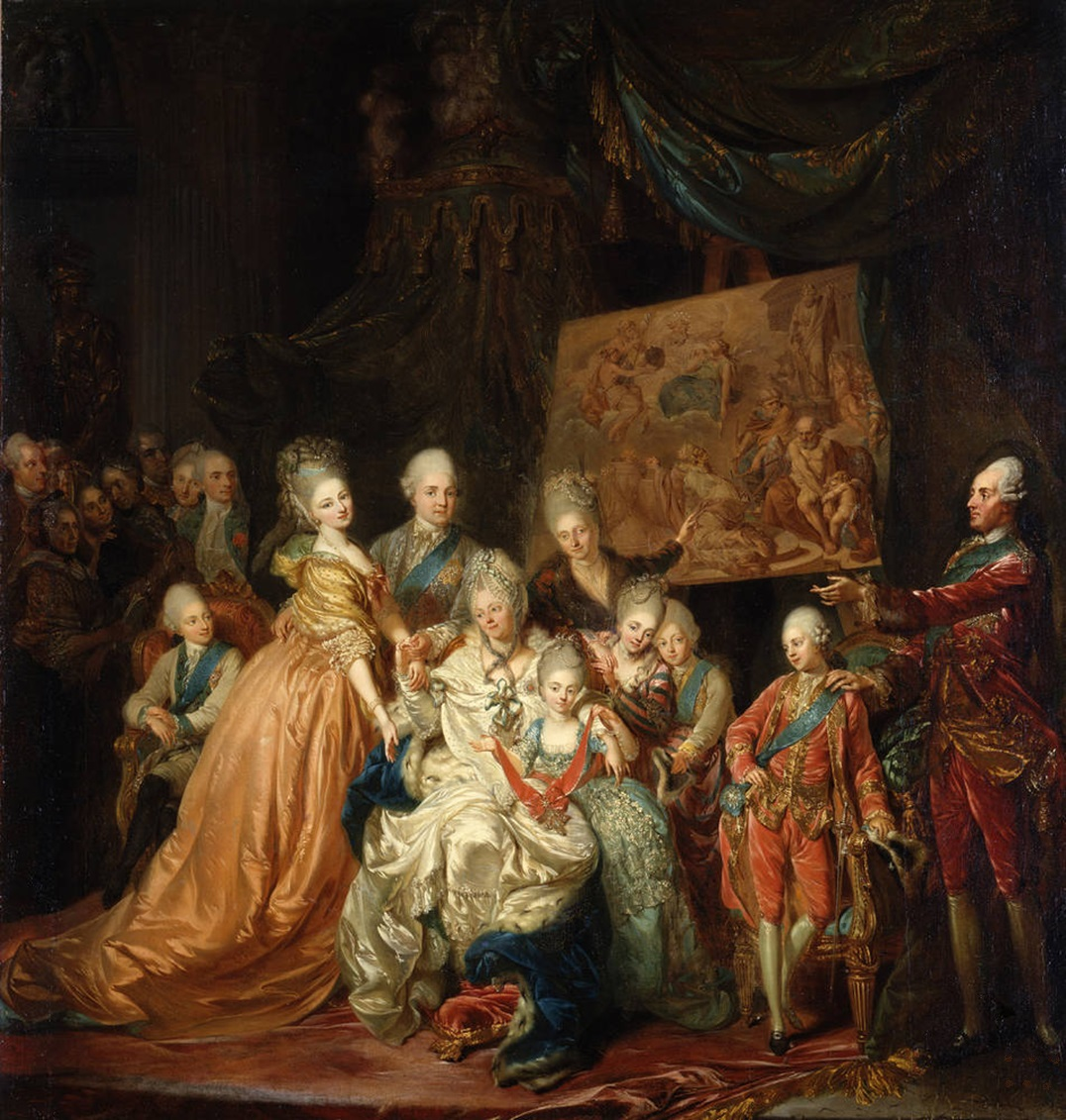
Семья курфюрста. 1772. Холст, масло. Галерея старых мастеров, Дрезден
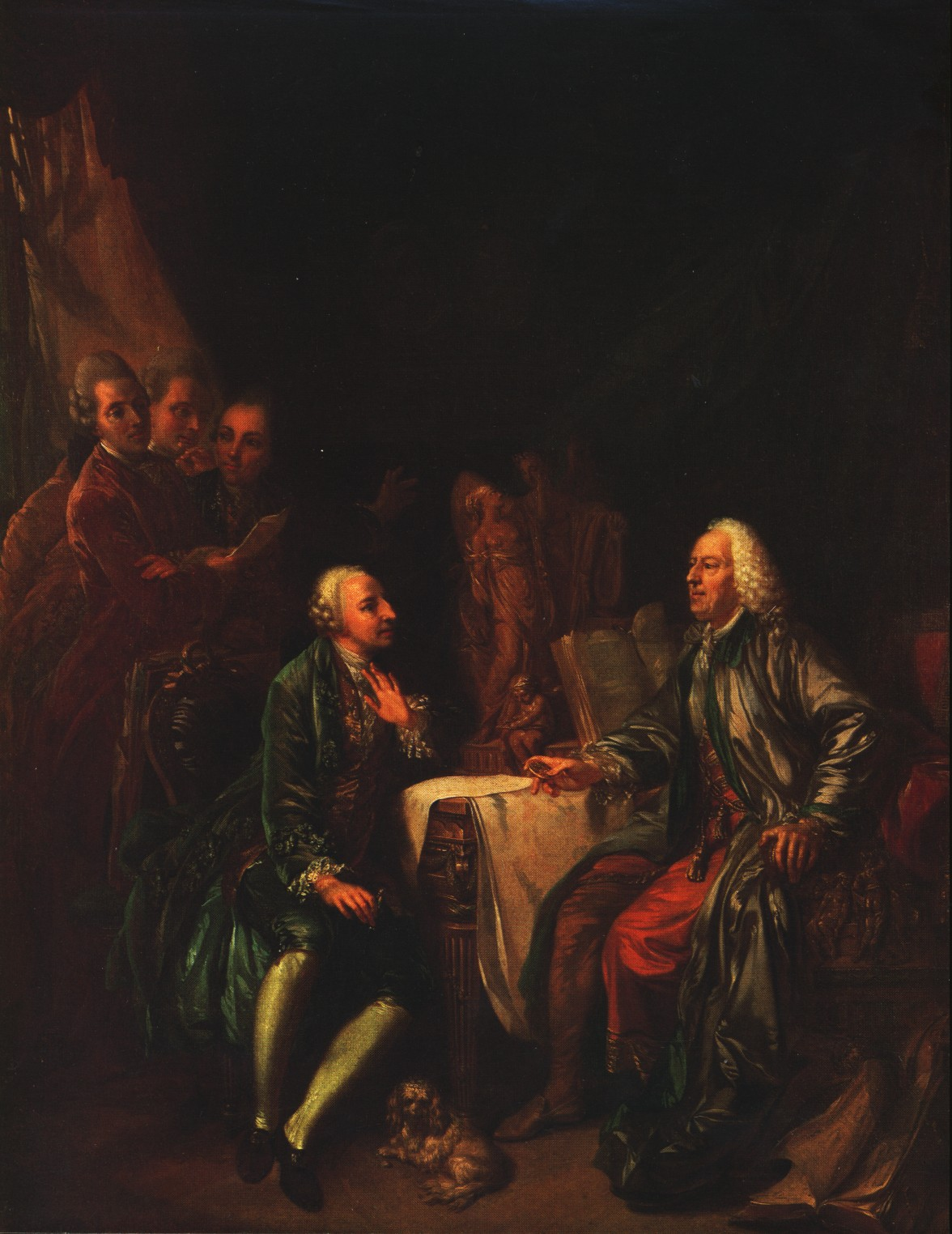
Беседа об искусстве. 1777. Холст, масло. Галерея старых мастеров, Дрезден
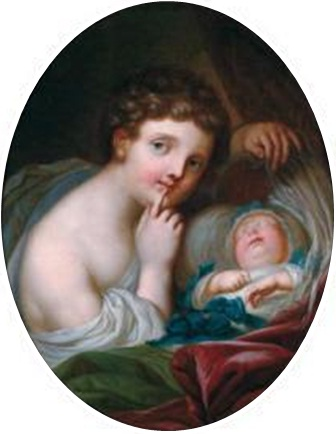
Счастливые братья. Холст, масло. Частное собрание
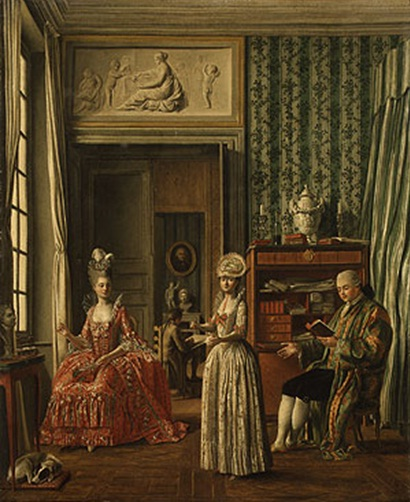
Семейная сценка. Местонахождение не определено
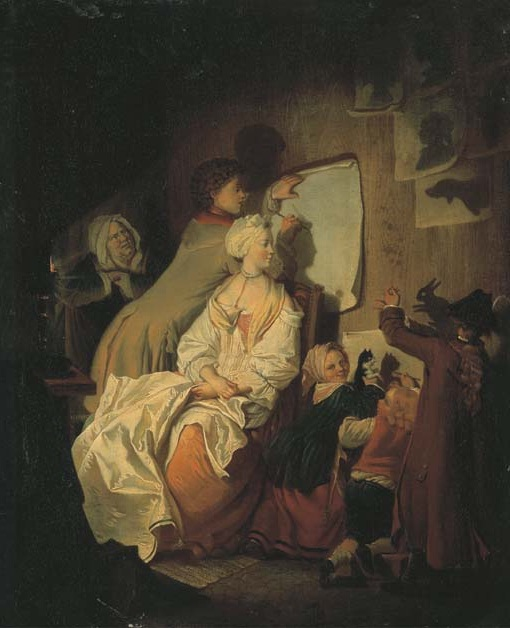
Семья рисует китайские тени. Частное собрание
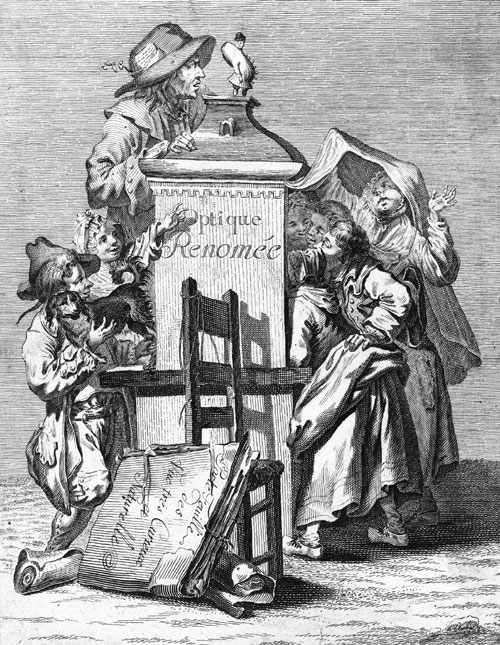
Знаменитая оптика. Офорт